# Râul Kasari
Kasari este un râu din vestul Estoniei care se scurge în Golful Matsalu, parte a Mării Väinameri. Peste râu a fost construit în 1904 un pod pietonal de 308 metri lungime, cel mai lung pod de beton din Europa la acea vreme. Râul în sine are o lungime de 112 km și este al patrulea cel mai lung râu din Estonia. În râu trăiesc o varietate de specii de pești, inclusiv știuca și babușca. 

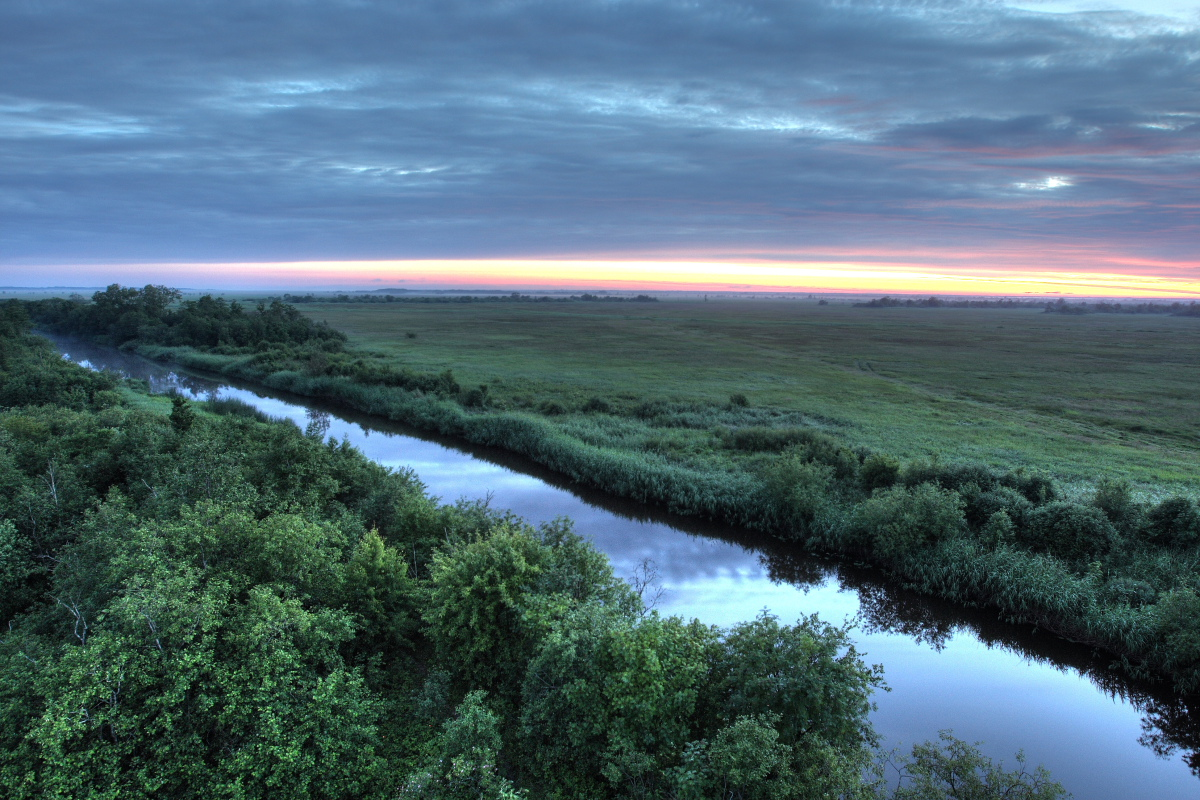
Râul Kasari
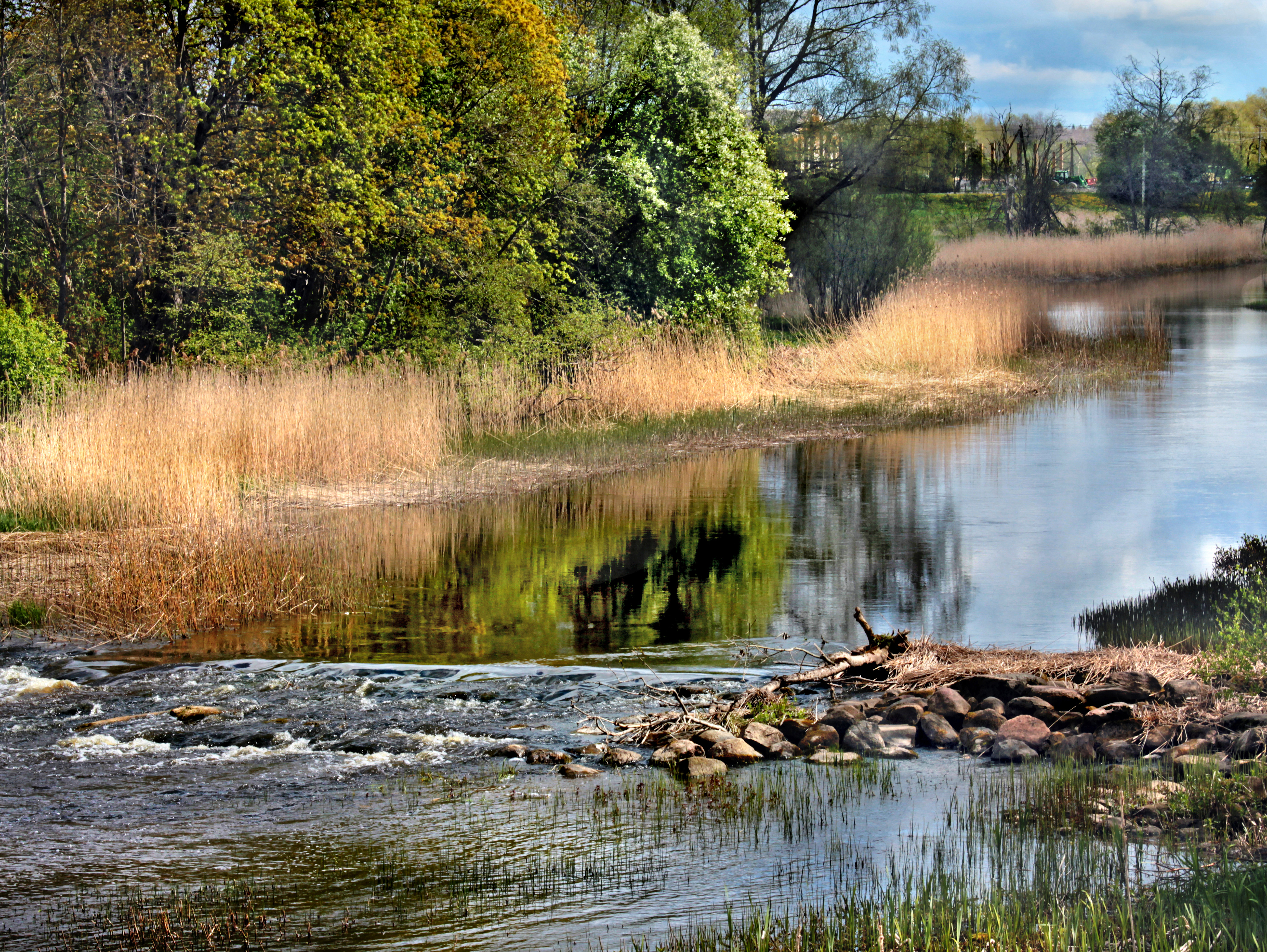
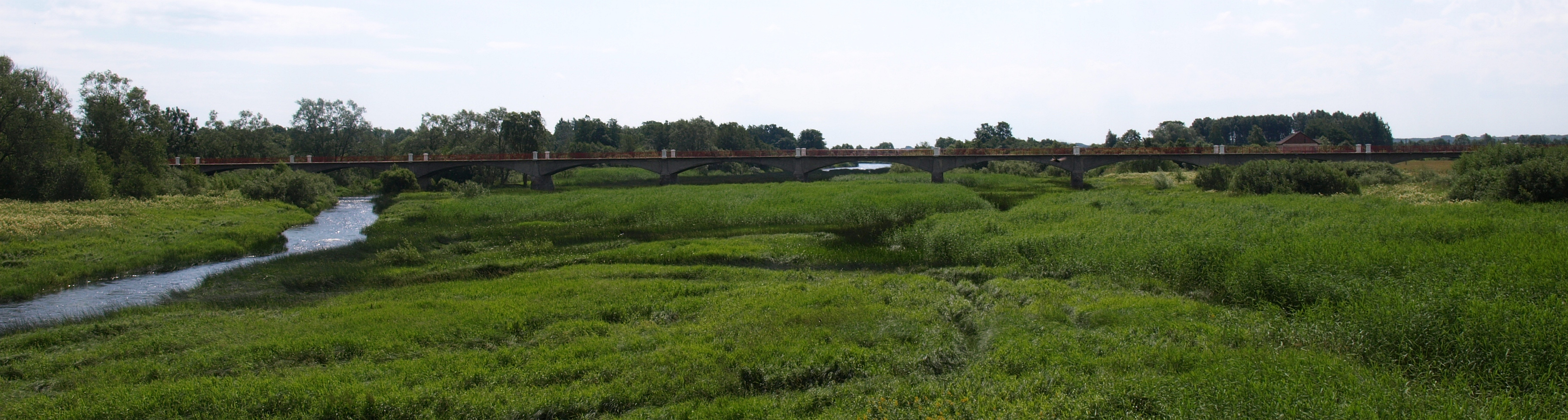
Podul istoric Kasari
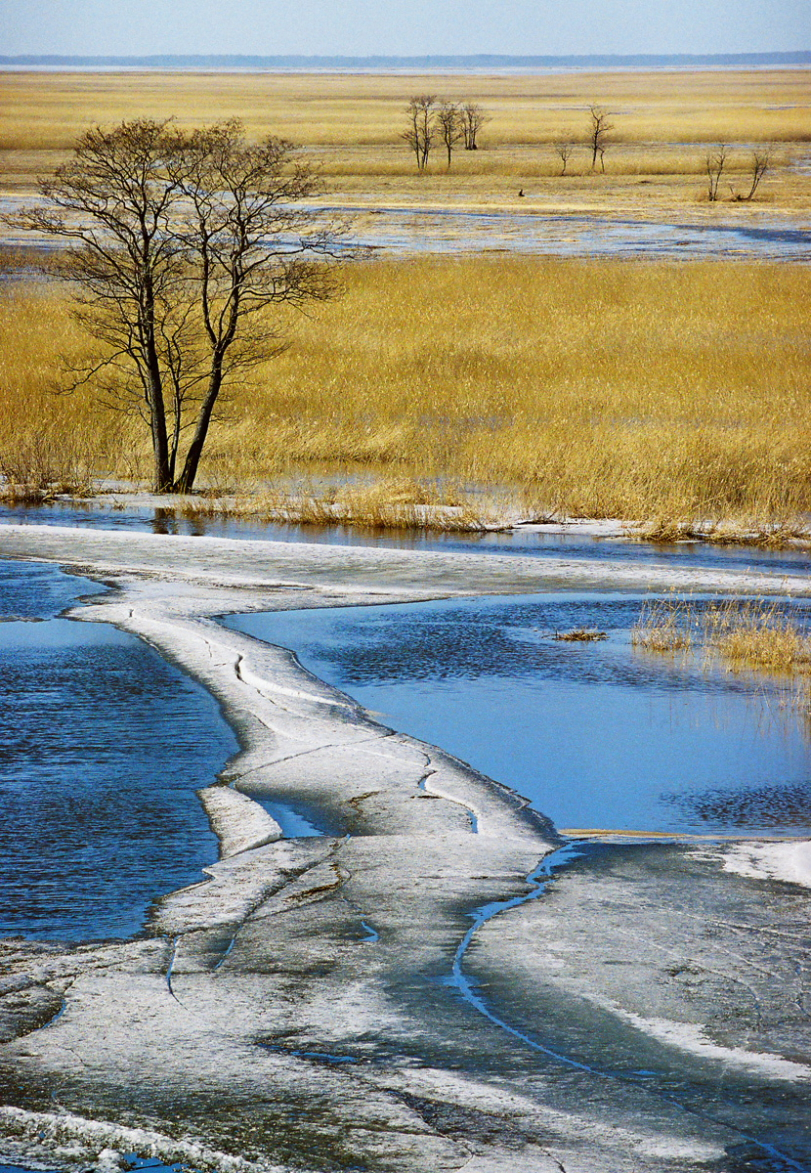
Inundație de primăvară, în Parcul Național Matsalu